# Piet Staut

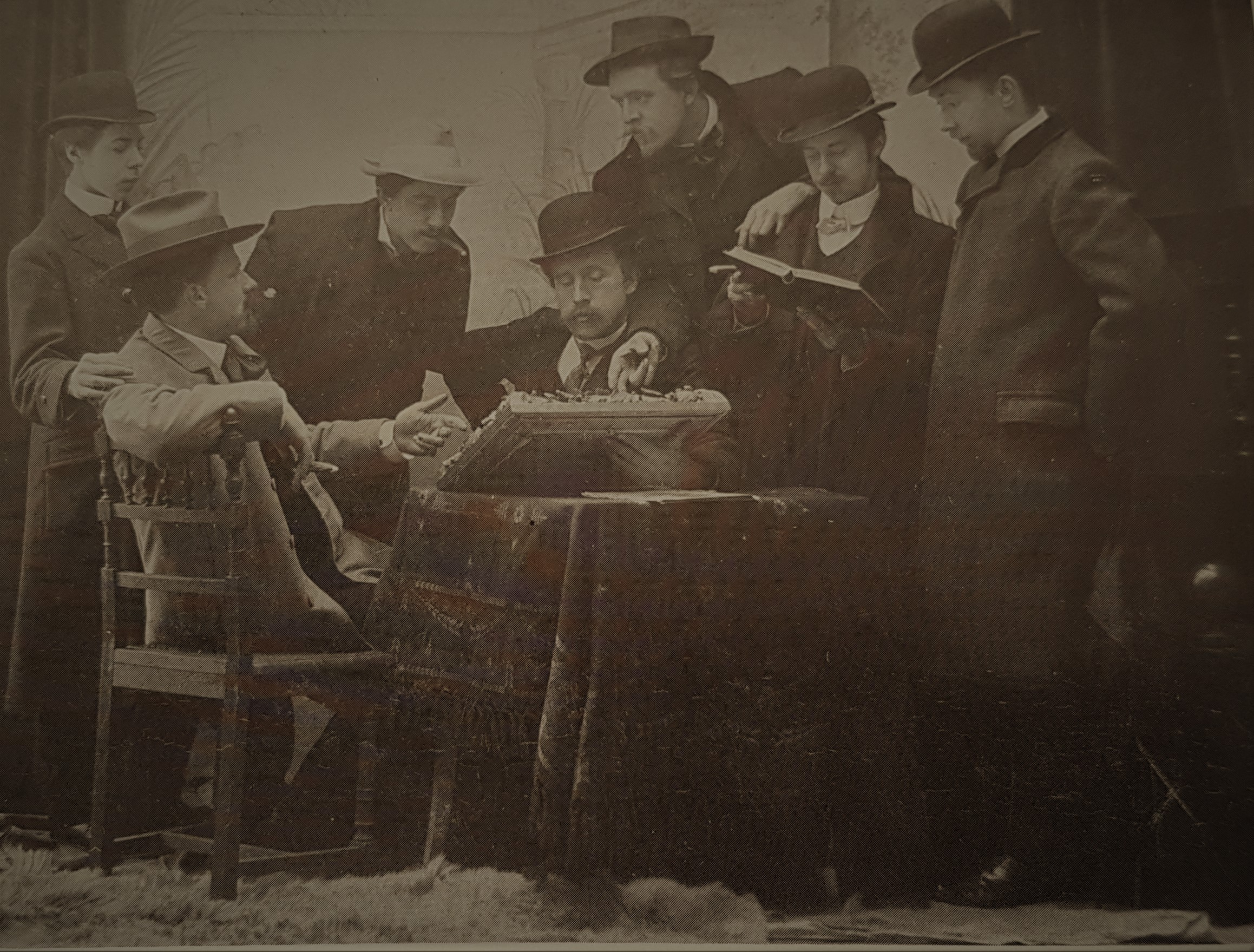
Kunstkring Nederig Streven
(Kunstkring van Waas) in 1908 v.l.n.r. René (Johan) Vander Borght, Raoul Steppé, Jef De Pauw, Piet Staut, Theophiel Goossens, Justijn Verhaert, Maurits Neels.

Piet Staut (° Beveren, 29 maart 1876, + aldaar, 9 juni 1933) was een Belgisch kunstschilder en fotograaf.
Hij studeerde aan de Antwerpse Kunstacademie. Hij schilderde landschappen, taferelen met dieren en stillevens. In 1908 werd hij lid van de Wase kunstenaarsvereniging "Nederig Streven" die slechts kort bestond.
Om hem blijvend te huldigen werd in 1946 - 70 jaar na zijn geboorte - te Beveren de Piet Stautkring opgericht met als doel plastische kunstenaars naar buiten te laten treden, hun onderlinge samenwerking te bevorderen en de interesse voor kunst bij de plaatselijke bevolking aan te wakkeren door allerlei initiatieven.